# Vendetta a freddo
Vendetta a freddo (Bad Luck and Trouble) è un romanzo del 2007 di Lee Child, l'undicesimo che ha come protagonista Jack Reacher, ex poliziotto militare girovago duro e giusto.

## Trama
Uno degli otto fidatissimi ex collaboratori di Jack Reacher nell'unità investigativa speciale dell'esercito viene trovato morto in mezzo al deserto californiano. Frances Neagley, pupilla di Jack nella vecchia squadra, convoca a Los Angeles tutti gli altri veterani ma solamente quattro sembrano sopravvissuti ad un'inspiegabile furia omicida.